# Скорціте
Скорці́те (болг. Скорците) — село в Габровській області Болгарії. Входить до складу общини Трявна.

## Населення
За даними перепису населення 2011 року у селі проживали 0 осіб.
Динаміка населення: